# Biarritz Surf Festival
Le Biarritz Surf Festival (appelé à l'origine Biarritz surf masters) était un festival de surf qui se tenait annuellement à Biarritz durant 7 à 9 jours au mois de juillet. Mondialement connu depuis 1992, le festival a été remplacé par le Roxy Jam en 2006.
Le festival est précédé par les casetas de Biarritz fin juin. Il est également accompagné de 2009 à 2016 par le Big festival, par la suite renommé "Biarritz en été" et annulé en 2019,.

## Historique
Véritable mecque des disciplines du surf mondial, avec l'un des spots de surf les plus prisés de la planète, cet événement rassemble durant une semaine des surfeurs amateurs et professionnels venus du monde entier pour :
- le championnat du monde de longboard ;
- des démonstrations de sports aquatiques nés du surf ;
- des courses de pirogues tahitiennes ;
- du tandem surfing.